# Lac Katam
Le lac Katam est un lac de l'Ennedi, au Tchad.